# Evolve Tag Team Championship
L'Evolve Tag Team Championship è un titolo di coppia di wrestling di proprietà della Evolve. I primi campioni furono inaugurati il 24 gennaio 2016 al termine di un torneo con partenza dai quarti di finale.
La federazione Evolve venne fondata nel 2009 dal booker della Dragon Gate USA Gabe Sapolsky, il proprietario della Full Impact Pro Sal Hamaoui e il wrestler indipendente Davey Richards e il primo evento si tenne il 16 gennaio 2010. Il 22 dicembre 2014, la WWNLive, gemellata con la Evolve e la DGUSA, annunciò l'intenzione di voler assumere molti wrestler Giapponesi da far lottare nel consorzio delle federazioni. L'Open the United Gate Championship continuò ad essere nel frattempo difeso anche negli show della Evolve, fino al 30 maggio 2015, quando i campioni Rich Swann e Johnny Gargano ritirarono le cinture e chiesero un nuovo titolo dedicato esclusivamente ala federazione. Il 22 settembre, l'Evolve annunciò così di voler creare il suo proprio titolo per porre maggiore attenzione alla divisione tag team, fino a quel momento lasciata in secondo piano. Le cinture vennero quindi annunciate e mostrate il 10 novembre 2015, e assegnate secondo un torneo, come già detto, circa due mesi più tardi.

## Albo d'oro
| Wrestlers                                            | Regni | Data              | Luogo         | Note |
| ---------------------------------------------------- | ----- | ----------------- | ------------- | --- |
| Drew Galloway e Johnny Gargano                       | 1     | 24 gennaio 2016   | Orlando       | Sconfiggendo Chris Hero e Tommy End nella finale di un torneo a otto squadre per determinare i campioni inaugurali. |
| Catch Point (Drew Gulak e Tracy Williams)            | 1     | 2 aprile 2016     | Dallas        | |
| Drew Galloway e Dustin                               | 1     | 16 luglio 2016    | New York City | |
| Catch Point (Fred Yehi e Tracy Williams)             | 1     | 13 novembre 2016  | Joppa         | Il match era un Fatal 4-Way elimination tag team match che comprendeva anche Drew Gulak e Tony Nese, i Gatekeepers (Blaster McMassive & Flex Rumblecrunch) e in più Chris Hero che sostituiva l'infortunato Drew McIntyre. |
| Catch Point (Chris Dickinson e Jaka)                 | 1     | 22 aprile 2017    | New York City | |
| The Lethal Enforcers (Anthony Henry e JD Drake)      | 1     | 8 luglio 2017     | Charlotte     | |
| The Troll Boyz (ACH e Ethan Page)                    | 1     | 22 settembre 2017 | Livonia       | |
| Doom Patriol (Chris Dickinson e Jaka)                | 1     | 23 settembre 2017 | Summit        | Il team era precedentemente conosciuto come "Catch Point". |
| The Street Profits (Angelo Dawkins e Montez Ford)    | 1     | 28 ottobre 2018   | Ybor City     | |
| The Unwanted (Eddie Kingston e Joe Gacy)             | 1     | 15 marzo 2019     | New York City | |
| AR Fox e Leon Ruff                                   | 1     | 13 luglio 2019    | Philadelphia  | |
| The Besties in the World (Davey Vega e Mat Fitchett) | 1     | 7 dicembre 2019   | Chicago       | |